# گری چاک
گری چاک (انگلیسی: Garry Chalk؛ زادهٔ ۱۷ فوریهٔ ۱۹۵۲) یک هنرپیشه اهل کانادا است. وی از سال ۱۹۸۰ میلادی تاکنون مشغول فعالیت بوده‌است.
از فیلم‌ها یا برنامه‌های تلویزیونی که وی در آن نقش داشته است می‌توان به سرزمین فردا، به‌دام‌افتاده، ویرجینیای شیرین، مگس ۲، گناهکار و افسانه پسرک ابریشمین اشاره کرد.